# HTH Ligaen 2023-24
|  | Flytteforslag Denne side er foreslået flyttet til Håndboldligaen 2023-24. Klik her for at se flytteforslaget. Begrundelse: flyt væk fra sponsornavn til sigende navn |

 Ikke at forveksle med Bambusa Kvindeligaen 2023-24.
HTH Ligaen 2023-24 var den 88. sæson af Håndboldligaen, den bedste herrerække i håndbold i Danmark. Oprykkerne fra 1. Division var TMS Ringsted.
Aalborg Håndbold vandt mesterskabet, da de slog Fredericia HK i finalen 2-1 i kampe. Lemvig-Thyborøn Håndbold rykkede ned, da de sluttede sidst i grundspillet.

## Format
Turneringen bliver afviklet med et grundspil og et slutspil.
I grundspillet spiller alle holdene mod hinanden ude og hjemme. De otte bedste hold går videre til slutspillet. Holdene, der slutter på 9.- til 13.-pladsen går videre til kvalifikationsspillet, mens nr. 14 rykker ned i 1. division.
Slutspillet for de bedste otte hold foregår i to puljer af fire hold, der spiller alle mod alle ude og hjemme. De to bedste hold i hver pulje går videre til semifinalerne. Semifinalerne bliver spillet bedst af tre kampe, og vinderne af semifinalerne går videre til finalen, mens taberne spiller bronzekamp. Begge disse opgør bliver ligeledes spillet bedst af tre kampe.
I kvalifikationsspillet spiller holdene om 9.- til 13.-pladsen, og de møde alle mod alle enten ude eller hjemme. Holdet, der slutter på 13.-pladsen spiller nedrykningsspil mod holdene, der sluttede på anden- eller tredjepladsen i 1. division.

## Hold
| Hold                           | Sted                        | Hal                                                    | Kapacitet         | Bjerringbro‑Silkeborg Fredericia GOG TMS Kolding Lemvig‑Thyborøn Mors-Thy Nordsjælland Ribe-Esbjerg Skanderborg Aarhus Skjern SønderjyskE TTH Aalborg |
| Bjerringbro-Silkeborg Håndbold | Silkeborg                   | Jysk Arena                                             | 3.900             | Bjerringbro‑Silkeborg Fredericia GOG TMS Kolding Lemvig‑Thyborøn Mors-Thy Nordsjælland Ribe-Esbjerg Skanderborg Aarhus Skjern SønderjyskE TTH Aalborg |
| Fredericia HK                  | Fredericia                  | thansen Arena                                          | 2.700             | Bjerringbro‑Silkeborg Fredericia GOG TMS Kolding Lemvig‑Thyborøn Mors-Thy Nordsjælland Ribe-Esbjerg Skanderborg Aarhus Skjern SønderjyskE TTH Aalborg |
| GOG                            | Gudme                       | Phønix Tag Arena                                       | 2.645             | Bjerringbro‑Silkeborg Fredericia GOG TMS Kolding Lemvig‑Thyborøn Mors-Thy Nordsjælland Ribe-Esbjerg Skanderborg Aarhus Skjern SønderjyskE TTH Aalborg |
| TMS Ringsted                   | Ringsted                    | Ringsted-Hallen                                        | 1,600             | Bjerringbro‑Silkeborg Fredericia GOG TMS Kolding Lemvig‑Thyborøn Mors-Thy Nordsjælland Ribe-Esbjerg Skanderborg Aarhus Skjern SønderjyskE TTH Aalborg |
| KIF Håndbold                   | Kolding                     | Sydbank Arena                                          | 4.500             | Bjerringbro‑Silkeborg Fredericia GOG TMS Kolding Lemvig‑Thyborøn Mors-Thy Nordsjælland Ribe-Esbjerg Skanderborg Aarhus Skjern SønderjyskE TTH Aalborg |
| Lemvig-Thyborøn Håndbold       | Lemvig                      | Arena Vestjylland Forsikring                           | 1.400             | Bjerringbro‑Silkeborg Fredericia GOG TMS Kolding Lemvig‑Thyborøn Mors-Thy Nordsjælland Ribe-Esbjerg Skanderborg Aarhus Skjern SønderjyskE TTH Aalborg |
| Mors-Thy Håndbold              | Nykøbing Mors Thisted       | Sparekassen Thy Arena Mors Thyhallen                   | 1.500 1.336       | Bjerringbro‑Silkeborg Fredericia GOG TMS Kolding Lemvig‑Thyborøn Mors-Thy Nordsjælland Ribe-Esbjerg Skanderborg Aarhus Skjern SønderjyskE TTH Aalborg |
| Nordsjælland Håndbold          | Helsinge Helsingør Hillerød | Helsinge Hallerne Helsingørhallen Royal Stage Hillerød | 1.500 2.400 3.040 | Bjerringbro‑Silkeborg Fredericia GOG TMS Kolding Lemvig‑Thyborøn Mors-Thy Nordsjælland Ribe-Esbjerg Skanderborg Aarhus Skjern SønderjyskE TTH Aalborg |
| Ribe-Esbjerg                   | Esbjerg Ribe                | Blue Water Dokken Ribe Fritidscenter                   | 3.570 2.000       | Bjerringbro‑Silkeborg Fredericia GOG TMS Kolding Lemvig‑Thyborøn Mors-Thy Nordsjælland Ribe-Esbjerg Skanderborg Aarhus Skjern SønderjyskE TTH Aalborg |
| Skanderborg Aarhus Håndbold    | Aarhus Skanderborg          | Ceres Arena Fælledhallen                               | 4.700 1.790       | Bjerringbro‑Silkeborg Fredericia GOG TMS Kolding Lemvig‑Thyborøn Mors-Thy Nordsjælland Ribe-Esbjerg Skanderborg Aarhus Skjern SønderjyskE TTH Aalborg |
| Skjern Håndbold                | Skjern                      | Skjern Bank Arena                                      | 2.400             | Bjerringbro‑Silkeborg Fredericia GOG TMS Kolding Lemvig‑Thyborøn Mors-Thy Nordsjælland Ribe-Esbjerg Skanderborg Aarhus Skjern SønderjyskE TTH Aalborg |
| SønderjyskE                    | Sønderborg                  | Broager Sparekasse Skansen                             | 2.200             | Bjerringbro‑Silkeborg Fredericia GOG TMS Kolding Lemvig‑Thyborøn Mors-Thy Nordsjælland Ribe-Esbjerg Skanderborg Aarhus Skjern SønderjyskE TTH Aalborg |
| TTH Holstebro                  | Holstebro                   | Gråkjær Arena                                          | 3.250             | Bjerringbro‑Silkeborg Fredericia GOG TMS Kolding Lemvig‑Thyborøn Mors-Thy Nordsjælland Ribe-Esbjerg Skanderborg Aarhus Skjern SønderjyskE TTH Aalborg |
| Aalborg Håndbold               | Aalborg                     | Sparekassen Danmark Arena                              | 5.000             | Bjerringbro‑Silkeborg Fredericia GOG TMS Kolding Lemvig‑Thyborøn Mors-Thy Nordsjælland Ribe-Esbjerg Skanderborg Aarhus Skjern SønderjyskE TTH Aalborg |

## Grundspil
| Pos | Hold                        | K  | V  | U | T  | M+  | M-  | MF   | P  | Kvalifikation eller nedrykning  |
| --- | --------------------------- | -- | -- | - | -- | --- | --- | ---- | -- | ------------------------------- |
| 1   | Aalborg Håndbold            | 26 | 22 | 2 | 2  | 839 | 710 | +129 | 46 | Avancement til Champions League |
| 2   | Fredericia HK               | 26 | 18 | 3 | 5  | 758 | 705 | +53  | 39 | Avancement til slutspillet      |
| 3   | GOG Håndbold                | 26 | 15 | 3 | 8  | 862 | 791 | +71  | 33 | Avancement til slutspillet      |
| 4   | Bjerringbro-Silkeborg       | 26 | 14 | 3 | 9  | 768 | 730 | +38  | 31 | Avancement til slutspillet      |
| 5   | Mors-Thy Håndbold           | 26 | 12 | 7 | 7  | 798 | 769 | +29  | 31 | Avancement til slutspillet      |
| 6   | Skjern Håndbold             | 26 | 11 | 4 | 11 | 736 | 730 | +6   | 26 | Avancement til slutspillet      |
| 7   | TMS Ringsted                | 26 | 12 | 2 | 12 | 751 | 786 | −35  | 26 | Avancement til slutspillet      |
| 8   | Ribe-Esbjerg HH             | 26 | 12 | 1 | 13 | 780 | 785 | −5   | 25 | Avancement til slutspillet      |
| 9   | Skanderborg Aarhus Håndbold | 26 | 11 | 2 | 13 | 680 | 712 | −32  | 24 |                                 |
| 10  | SønderjyskE Herrer          | 26 | 9  | 4 | 13 | 740 | 754 | −14  | 22 |                                 |
| 11  | Team Tvis Holstebro         | 26 | 8  | 2 | 16 | 735 | 789 | −54  | 18 |                                 |
| 12  | KIF Kolding                 | 26 | 6  | 4 | 16 | 744 | 774 | −30  | 16 |                                 |
| 13  | Nordsjælland Håndbold       | 26 | 5  | 4 | 17 | 729 | 786 | −57  | 14 |                                 |
| 14  | Lemvig-Thyborøn Håndbold    | 26 | 4  | 5 | 17 | 704 | 803 | −99  | 13 | Nedrykning til 1. division      |

## Slutspil

### Pulje 1: Aalborg håndbold, Bjerringbro-Silkeborg, Mors Thy, Ribe Esbjerg
| Pos | Hold                  | K | V | U | T | M+  | M-  | MF  | P  | Kvalifikation              |
| --- | --------------------- | - | - | - | - | --- | --- | --- | -- | -------------------------- |
| 1   | Aalborg Håndbold      | 6 | 4 | 2 | 0 | 204 | 164 | +40 | 12 | Går videre til semifinalen |
| 2   | Ribe-Esbjerg HH       | 6 | 3 | 1 | 2 | 186 | 196 | −10 | 7  | Går videre til semifinalen |
| 3   | Bjerringbro-Silkeborg | 6 | 1 | 1 | 4 | 189 | 192 | −3  | 4  |                            |
| 4   | Mors-Thy Håndbold     | 6 | 2 | 0 | 4 | 168 | 195 | −27 | 4  |                            |

1. ↑  Aalborg Håndbold tog 2 point med fra grundspillet.

### Pulje 2: Fredericia, GOG, Skjern Håndbold, TMS Ringsted
| Pos | Hold            | K | V | U | T | M+  | M-  | MF  | P | Kvalifikation              |
| --- | --------------- | - | - | - | - | --- | --- | --- | - | -------------------------- |
| 1   | Fredericia HK   | 6 | 3 | 0 | 3 | 175 | 165 | +10 | 8 | Går videre til semifinalen |
| 2   | Skjern Håndbold | 6 | 4 | 0 | 2 | 184 | 172 | +12 | 8 | Går videre til semifinalen |
| 3   | GOG             | 6 | 3 | 0 | 3 | 185 | 186 | −1  | 7 |                            |
| 4   | TMS Ringsted    | 6 | 2 | 0 | 4 | 168 | 189 | −21 | 4 |                            |

1. ↑  Fredericia HK tog 2 point med fra grundspillet.
2. ↑  GOG tog 1 point med fra grundspillet.

### Semifinaler
| Dato    | Dato    | Dato    | Dato   | Hjemmehold i 1. kamp og 3. kamp | Hjemmehold i 2. kamp | Resultat | Resultat | Resultat |  |
| 1. kamp | 2. kamp | 3. kamp | Samlet | Hjemmehold i 1. kamp og 3. kamp | Hjemmehold i 2. kamp | 1. kamp  | 2. kamp  | 3. kamp  |  |
| ------- | ------- | ------- | ------ | ------------------------------- | -------------------- | -------- | -------- | -------- |  |
| 16.05   | 19.05   |         | 63-51  | Aalborg Håndbold                | Skjern Håndbold      | 29-26    | 34-25    |          |  |
| 16.05   | 19.05   | 22.05   | 84-75  | Fredericia HK                   | Ribe-Esbjerg         | 27-27    | 23-23    | 34-25    |  |

- Der spilledes bedst af 3 kampe. I tilfælde af pointlighed efter kamp 2, spilledes en afgørende 3. kamp.

### Bronzekamp
| Dato    | Dato    | Dato    | Hjemmehold i 1. kamp og 3. kamp | Hjemmehold i 2. kamp | Resultat | Resultat | Resultat | Resultat |
| 1. kamp | 2. kamp | 3. kamp | Hjemmehold i 1. kamp og 3. kamp | Hjemmehold i 2. kamp | Samlet   | 1. kamp  | 2. kamp  | 3. kamp  |
| ------- | ------- | ------- | ------------------------------- | -------------------- | -------- | -------- | -------- | -------- |
| 26.05   | 29.05   | 01.06   | Skjern                          | Ribe-Esbjerg         | 102-91   | 31-35    | 32-25    | 39-31    |

- Der spilledes bedst af 3 kampe. I tilfælde af pointlighed efter kamp 2, spilledes en afgørende 3. kamp.

### Finale
| Dato    | Dato    | Dato    | Hjemmehold i 1. kamp og 3. kamp | Hjemmehold i 2. kamp | Resultat | Resultat | Resultat | Resultat |
| 1. kamp | 2. kamp | 3. kamp | Hjemmehold i 1. kamp og 3. kamp | Hjemmehold i 2. kamp | Samlet   | 1. kamp  | 2. kamp  | 3. kamp  |
| ------- | ------- | ------- | ------------------------------- | -------------------- | -------- | -------- | -------- | -------- |
| 26.05   | 29.05   | 01.06   | Aalborg Håndbold                | Fredericia HK        | 88-82    | 31-26    | 30-31    | 27-26    |

- Der spilledes bedst af 3 kampe. I tilfælde af pointlighed efter kamp 2, spilledes en afgørende 3. kamp.

## Kvalifikationsspil

### Nedrykningstabel
| Pos | Hold                        | K | V | U | T | M+  | M-  | MF  | P | Kvalifikation eller nedrykning |
| --- | --------------------------- | - | - | - | - | --- | --- | --- | - | ------------------------------ |
| 9   | SønderjyskE Håndbold        | 4 | 3 | 0 | 1 | 112 | 110 | +2  | 8 |                                |
| 10  | KIF Kolding                 | 4 | 3 | 0 | 1 | 129 | 117 | +12 | 7 |                                |
| 11  | Skanderborg Aarhus Håndbold | 4 | 1 | 0 | 3 | 108 | 117 | −9  | 4 |                                |
| 12  | Nordsjælland Håndbold       | 4 | 2 | 0 | 2 | 115 | 116 | −1  | 4 |                                |
| 13  | TTH Holstebro               | 4 | 1 | 0 | 3 | 118 | 122 | −4  | 3 | Nedrykningskampe               |

1. ↑  SønderjyskE Håndbold tog 2 point med fra grundspillet.
2. ↑  KIF Kolding tog 1 point med fra grundspillet.
3. ↑  Skanderborg Aarhus tog 2 point med fra grundspillet.
4. ↑  TTH Holstebro tog 1 point med fra grundspillet.

### Nedrykningskamp

#### Semifinale
| Dato    | Dato    | Hjemmehold i 1. kamp | Hjemmehold i 2. kamp | Resultat | Resultat | Resultat | Resultat |
| 1. kamp | 2. kamp | Hjemmehold i 1. kamp | Hjemmehold i 2. kamp | Samlet   | 1. kamp  | 2. kamp  |          |
| ------- | ------- | -------------------- | -------------------- | -------- | -------- | -------- | -------- |
| 04.04   | 09.04   | HC Midtjylland       | Skive fH             | 53-62    | 25-29    | 33-28    |          |

#### Finale
| Dato    | Dato    | Hjemmehold i 1. kamp | Hjemmehold i 2. kamp | Resultat | Resultat | Resultat | Resultat |
| 1. kamp | 2. kamp | Hjemmehold i 1. kamp | Hjemmehold i 2. kamp | Samlet   | 1. kamp  | 2. kamp  |          |
| ------- | ------- | -------------------- | -------------------- | -------- | -------- | -------- | -------- |
| 22.04   | 26.04   | TTH Holstebro        | Skive fH             | 63-52    | 29-24    | 28-34    |          |

## Statistik

### Topscorere
| Nr | Navn                    | Klub                        | Mål |
| -- | ----------------------- | --------------------------- | --- |
| 1  | Emil Jakobsen           | GOG Håndbold                | 231 |
| 2  | Nicolaj Jørgensen       | SønderjyskE Håndbold        | 227 |
| 3  | Tobias Nielsen          | TMS Ringsted                | 204 |
| 4  | Jeppe Gade              | Lemvig-Thyborøn Håndbold    | 200 |
| 5  | Noah Gaudin             | Skjern Håndbold             | 186 |
| 6  | Anders Kragh Martinusen | Fredericia HK               | 181 |
| 7  | William Aar             | Ribe-Esbjerg HH             | 180 |
| 8  | Morten Hempel Jensen    | Skanderborg Aarhus Håndbold | 166 |
| 9  | Mathias Jørgensen       | Ribe-Esbjerg HH             | 165 |
| 10 | Aaron Mensing           | GOG                         | 158 |

Kilde: